# Давид Крайсельбурд
Дави́д Крайсельбу́рд (ісп. David Kraiselburd, 1 липня 1912, Беріссо, Аргентина — 17 липня 1974) — аргентинський журналіст, видавець та юрист, відомий своїми діями проти військових режимів та політичного насильства як серед правих, так і серед лівих. Його вбили незабаром після початку Брудної війни — в середині 1974 року.

## Біографія
Давид Крайсельбурд народився у 1912 році в українській єврейській родин в Беріссо, індустріальному місті на північ від Ла-Плата, Аргентина. У підлітковому віці переміг у конкурсі і отримав стажування в головній щоденній газеті міста Ла-Плата — «Ель Діа». Після закінчення стажування його взяли на роботу спортивним коментатором. Він вступив до престижного університету Ла-Плати. Був одночасно на посаді кореспондента з питань університету. Він також займався університетською політикою — мав анархічні симпатії, протестував проти страти Сакко і Ванцетті. Згодом він став представником асоціації випускників. Щоб розширити свій досвід, знову записався до університету та здобув ще одну ступінь історії.

### Журналістська діяльність
Поступово він став визначною фігурою в редакції газети та поза нею. Фінансові труднощі Ель Діа зрештою змусили спадкоємців своїх партнерів-засновників продати частину своєї частки. У вересні 1961 року Крайсельбурд придбав частку El Día. Основними власниками щоденника стали, таким чином, сім'я Фассетто (спадкоємці одного з партнерів-засновників) та Крайсельбурд, хоча жодна не мала контрольної частки. Контроль над Ель Діа був повністю відданий родині Крайсельбурдів, особливо його старшому сину Раулю, який після вбивства обійняв посаду батька.

### Крайсельбурд в умовах військових переворотів 1960-х років
Крайсельбурд розпочав юридичну кар'єру директором та головним редактором. Крайсельбурд був одним з небагатьох аргентинських видавців, які відкрито виступали проти державного перевороту 1966 року проти поміркованого демократично обраного президента Артуро Ільїї. Крайсельбурд заперечив невдалий переворот, а потім відмовився опублікувати інавгураційну промову диктатора Хуана Карлоса Онганії. Ла-Платські чиновники Онганії помстилися, конфіскувавши тираж цього дня та переслідуючи газету.
Виклики Ель Діа не були пом'якшені поверненням до демократії у 1973 р. У березні 1973 року був Указ, підписаний тимчасовим президентом Раулем Ластірі, який прагнув заборонити аргентинським періодичним виданням доступ до міжнародних інформаційних агентств. Однак Крайсельбурд проявив ініціативу й Ель Діа та численні інші аргентинські щоденні видання створили національне інформаційне агентство Noticias Argentinas. Крайсельбурд був призначений президентом агентства, залишаючись біля керма Ель Діа.

### Вбивство Крайсельбурда
Ель-Діа засудила Аргентинський антикомуністичний альянс (ААА), воєнізовану організацію. Природно, сильніші ліві організації (як-от лівопероністські Монтонерос) мстилися. Крайсельбурда було викрадено 25 червня 1974 року осередком «Монтонерос», коли редактор йшов до будівлі редакції газети.
15 липня підрозділ Монтонерос ввірвався до міського ресторану та розстріляв кулеметом дописувача Ель Діа, колишнього міністра внутрішніх справ Артуро Мор Ройга, який у час військового режиму відіграв важливу роль у переході до демократії. Монтонерос підкреслили, що під час перебування на посаді Мора Ройга видатні політичні в'язні були піддані жорстокому вбивству під час частково успішної спроби втечі з патагонської в'язниці. Бійня була жорстокою, але було відомо, що Мор Ройг ні до чого не причетний.
Крайсельбурда незабаром спіткала доля Мора Ройга. Його тримали в полоні в будинку в Гоннет, розташованому між Ла-Платою та Буенос-Айресом. Через двадцять днів після викрадення сусід викликав поліцію, помітивши «підозрілу активність» у сусідньому будинку. 17 липня 1974 року підрозділ поліції було направлено на розслідування, відбулася стрілянина між Монтонерос та поліцією. Монтонерос застрелили Крайсельбурда і втік з місця події.
У вересні 1975 року Крайсельбурду було посмертно присуджено престижну премію Марії Мурс Кабот у Школі журналістики Колумбійського університету за захист демократичних цінностей в умовах форм авторитаризму.

## Крайсельбурд-молодший під час диктатури 1976—1983 років
Після вбивства Крайсельбурда його старший син Рауль обійняв посаду. Під його керівництвом Ель Діа продовжував свою прихильність до демократичних практик та відмови від беззаконних, злочинних вбивств та зникнень, що все більше здійснюються за підтримки державного апарату (1975) та після перевороту (1976). Погрози з боку воєнізованих груп, бомби в друкарні, випадкові напади кулеметів на будинки інші залякувальні тактики були затьмарені викраденням та вбивством дворічного сина Рауля, на ім'я Давид.